# ميوون نيترينو
ميوون نيترينو أو  نيوترينو الميون Muon neutrino هو ليبتون وجسيم أولي دون ذري ورمزه 
ν
μ وعديم الشحنة. ويشكل مع الميوون الجيل الثاني من اللبتونات، حيث أنه سمي «نيترينو الميوون». وقد ظهرت افترض وجوده أوائل عقد 1940 من عدة من العلماء، حيث أشارت إلى وجوده تفاعلات تخص جسيم الميوون. اكتشفه كلا من ليون ليدرمان وملفن شفارتز وجاك شتاينبرجر سنة 1962، وقد نال المكتشفون جائزة نوبل في الفيزياء سنة 1988.
كان أول نيوترينو يفترض نيوترينو إلكتروني أو «نيوترينو الإلكترون» الذي يظهر في تحلل بيتا مع الإلكترون أو البوزيترون. افترض وجود نيوترينو الإلكترون في عام 1932، واكتشف معمليا في الأربعينيات من القرن الماضي. ثم أكتشف نيوترينو الميوون معمليا في عام 1962 . وهناك نيوترينو ثالث اسمه تاو نيترينو، اكتشف عمليا في عام 1999 .

## الاكتشاف
رأى كلا من ليون ليدرمان وملفن شفارتز وجاك شتاينبرجر أن هناك أكثر من نوع من النيترينو يظهر مع أول كشف لتفاعلات الميوون نيترينو (واسمها الفرضي هو نيوتريتو) وقد نالوا جراء ذلك جائزة نوبل سنة 1988.

## السرعة
لاحظ الباحثون في «تجربة أوبرا» بمركز سيرن في سبتمبر 2011 أن ميون نيوترينو يسير بسرعة تزيد عن سرعة الضوء بواقع أجزاء من الثانية. وقد أكدت هذه النتيجة مرة أخرى بتجربة أخرى في الثاني من نوفمبر. حيث اجتازت نفقاً يبلغ طوله 730 كيلومترا يفصل بين منشآت المركز الأوروبي للأبحاث النووية سيرن في جنيف ومختبر سان جراس في (إيطاليا) بسرعة 300006 كيلومترات في الثانية، أي 6 كيلومترات في الثانية أكثر من سرعة الضوء. رحب علماء الفيزياء بالآفاق الجديدة المحتملة، إلا أنهم دعوا إلى أقصى درجات الحذر طالما لم يقم نظام مختلف تماما بالتحقق من القياسات.